# DLN Architects

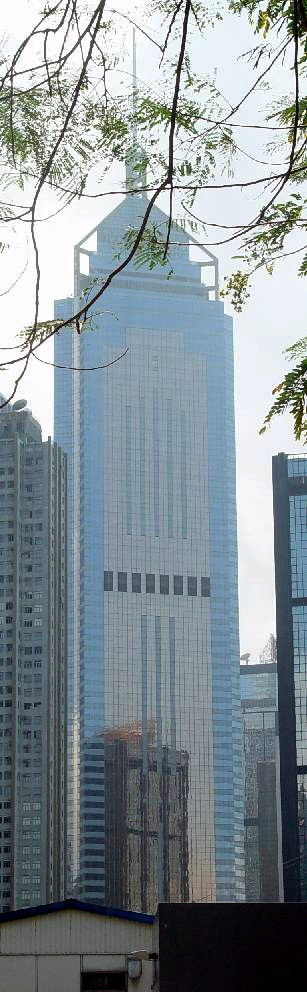
Central Plaza à Hong Kong

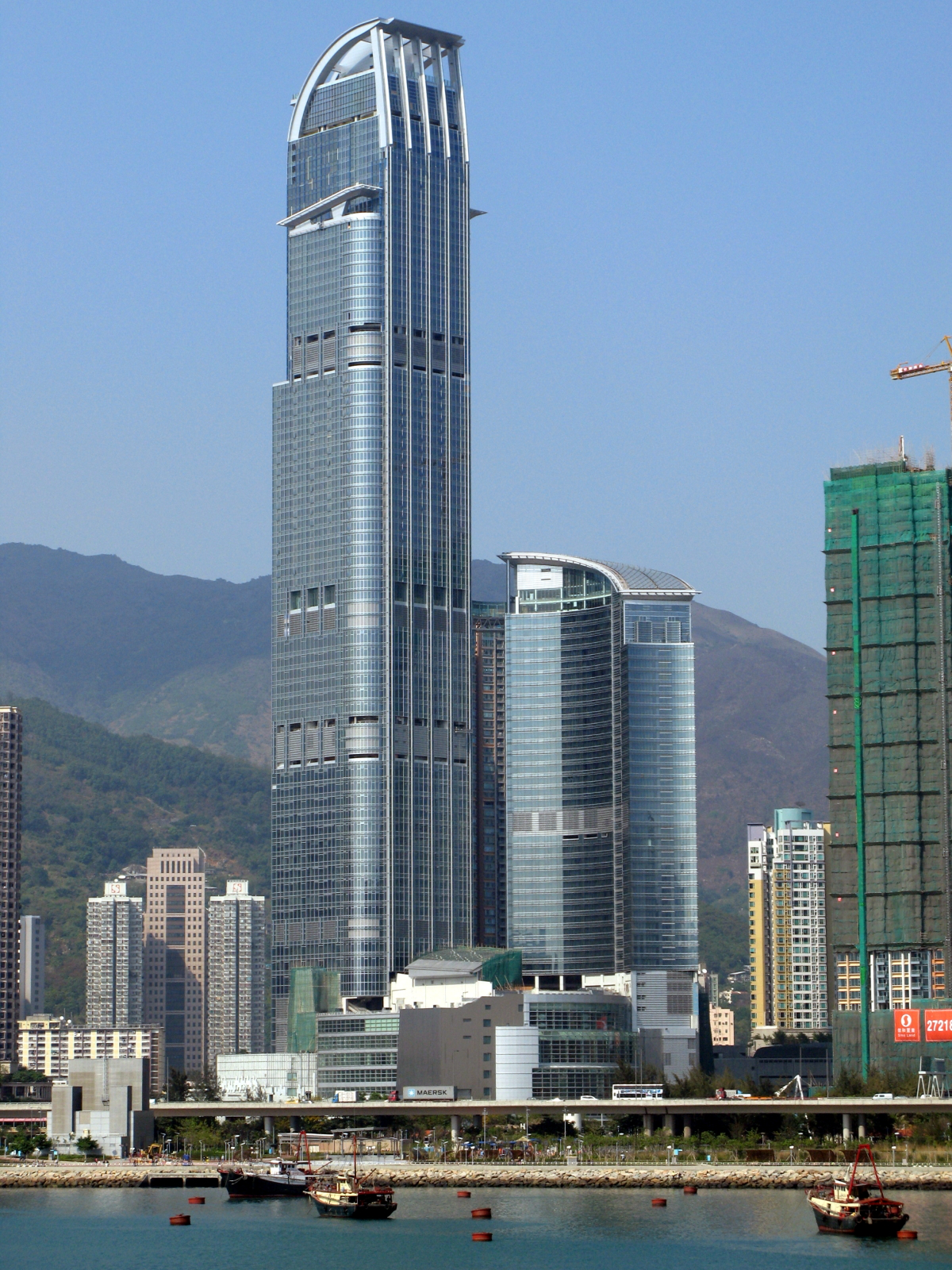
Nina Tower à Hong Kong

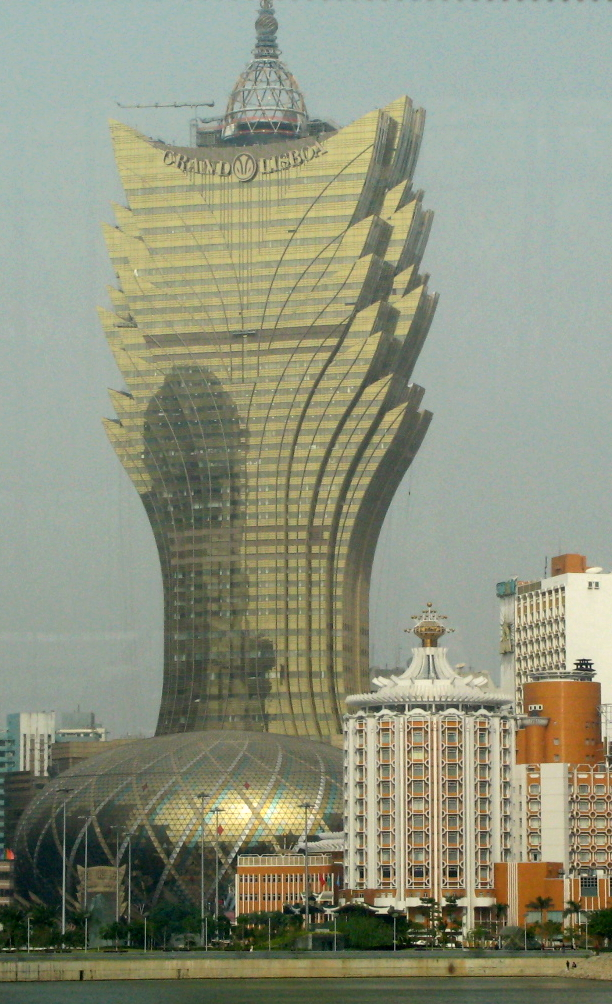
Grand Lisboa à Macao

DLN Architects est l'une des plus importantes agences d'architecture de Hong Kong, l'une des plus importantes de Chine et celle qui a le plus conçu de gratte-ciel dans le monde (plus de 200) après l'agence américaine SOM. Elle a conçu beaucoup des plus hauts gratte-ciel de Hong Kong ainsi que des gratte-ciel en Chine continentale. L'agence a une assise internationale avec des bureaux à Abou Dabi, Shenzhen et Pékin, et participe à des projets de toute nature au Moyen-Orient, dans toute l'Asie et en Europe de l'est.
L'agence a été créée en 1972 en plein boom immobilier de Hong Kong par Dennis Lau Wing-Kwong et elle emploie 280 personnes. 
L'agence était initialement appelée Dennis Lau & Ng Chun Man Architects & Engineering.
Quelques exemples de gratte-ciel conçus par DLN :

## Années 1980
- 2 & 3 Garden Terrace, Hong Kong, 114 mètres de hauteur, 1984
- Vicwood Plaza, Hong Kong, 123 mètres de hauteur, 1987
- Park Towers (Hong Kong),  Hong Kong, 157 mètres de hauteur, 1989
- Birchwood Place, Hong Kong, 147 mètres de hauteur, 1989

## Années 1990
- Central Plaza, Hong Kong, 313 mètres de hauteur, 1992
- Lee Theatre Plaza, Hong Kong, 131 mètres de hauteur, 1994
- Robinson Place, Hong Kong, 153 mètres de hauteur, 1994
- Metro City (Hong Kong), 154 mètres, 1996
- Renaissance Kuala Lumpur Hotel, Kuala Lumpur, Malaisie, 107 mètres, 1996
- Citic Plaza Apartments, Guangzhou, 142 mètres, 1996
- Citic Plaza, Guangzhou, 322 mètres, 1997
- China Taiping Tower, Hong Kong, 111 mètres de hauteur, 1997
- Shangri-La Residence, Shanghai, 103 mètres, 1997
- Kerry Centre Tower, Pékin, 124 mètres, 1998
- The Center, Hong Kong, 292 mètres, 1998
- Shanghai Kerry Centre, Shanghai, 133 mètres, 1998
- Noble Place, Hong Kong, 100 mètres, 1998
- Kerry Centre Apartments, Pékin, 110 mètres, 1999

## Années 2000
- Regence Royale, Hong Kong, 137 mètres de hauteur, 2000
- Royal Pavilion (gratte-ciel), Shanghai, 129 mètres, 2000
- The Summit, Hong Kong, 220 mètres, 2001
- Ocean Pointe, Hong Kong, 184 mètres, 2001
- Park Central (Hong Kong), Hong Kong, 168 mètres, 2002
- Highcliff, Hong Kong, 252 mètres, 2003
- Chelsea Court, Hong Kong, 170 mètres, 2005
- L'Hotel Nina Tower, Hong Kong, 170 mètres, 2006
- The Grandiose, Hong Kong, 168 mètres, 2006
- Grand Waterfront, Hong Kong, 59 étages, 2007
- Nina Tower, Hong Kong, 319 m, 2007, 80 étages
- Grand Lisboa, Macao, 261 mètres, 2008
- Kwun Tong 223, Hong Kong, 105 mètres, 2008
- Hanoi Road Redevelopment, Hong Kong, 261 mètres, 2009
- Lake View Tower, Macao, 118 mètres, 2009

## Années 2010
- 39 Conduit Road, Hong Kong, 191 mètres de hauteur, 2009
- The Gloucester, Hong Kong, 160 mètres, 2013
- JKG Tower, Kuala Lumpur, Malaisie, 161 mètres, 2016
- Logan Century Center 1, Nanning, Chine, 381 mètres, 2019 [3] Le plus haut gratte-ciel de la ville